# Unicodeblock Lisu
Der Unicodeblock Lisu (U+A4D0 bis U+A4FF) kodiert das Fraser-Alphabet (auch Lisu-Alphabet genannt). Dieses Schriftsystem wurde von James O. Fraser und Sara Ba Thaw 1915 für die Lisu-Sprache erfunden.

## Tabelle
Alle Zeichen haben die bidirektionale Klasse "Links nach rechts".
| Unicodenummer  | Zeichen (400 %) | Kategorie                               | Offizielle Bezeichnung     | Beschreibung            |
| -------------- | --------------- | --------------------------------------- | -------------------------- | ----------------------- |
| U+A4D0 (42192) | ꓐ               | anderer Buchstabe, Silbe oder Ideogramm | LISU LETTER BA             | Lisu-Buchstabe Ba       |
| U+A4D1 (42193) | ꓑ               | anderer Buchstabe, Silbe oder Ideogramm | LISU LETTER PA             | Lisu-Buchstabe Pa       |
| U+A4D2 (42194) | ꓒ               | anderer Buchstabe, Silbe oder Ideogramm | LISU LETTER PHA            | Lisu-Buchstabe Pha      |
| U+A4D3 (42195) | ꓓ               | anderer Buchstabe, Silbe oder Ideogramm | LISU LETTER DA             | Lisu-Buchstabe Da       |
| U+A4D4 (42196) | ꓔ               | anderer Buchstabe, Silbe oder Ideogramm | LISU LETTER TA             | Lisu-Buchstabe Ta       |
| U+A4D5 (42197) | ꓕ               | anderer Buchstabe, Silbe oder Ideogramm | LISU LETTER THA            | Lisu-Buchstabe Tha      |
| U+A4D6 (42198) | ꓖ               | anderer Buchstabe, Silbe oder Ideogramm | LISU LETTER GA             | Lisu-Buchstabe Ga       |
| U+A4D7 (42199) | ꓗ               | anderer Buchstabe, Silbe oder Ideogramm | LISU LETTER KA             | Lisu-Buchstabe Ka       |
| U+A4D8 (42200) | ꓘ               | anderer Buchstabe, Silbe oder Ideogramm | LISU LETTER KHA            | Lisu-Buchstabe Kha      |
| U+A4D9 (42201) | ꓙ               | anderer Buchstabe, Silbe oder Ideogramm | LISU LETTER JA             | Lisu-Buchstabe Ja       |
| U+A4DA (42202) | ꓚ               | anderer Buchstabe, Silbe oder Ideogramm | LISU LETTER CA             | Lisu-Buchstabe Ca       |
| U+A4DB (42203) | ꓛ               | anderer Buchstabe, Silbe oder Ideogramm | LISU LETTER CHA            | Lisu-Buchstabe Cha      |
| U+A4DC (42204) | ꓜ               | anderer Buchstabe, Silbe oder Ideogramm | LISU LETTER DZA            | Lisu-Buchstabe Dza      |
| U+A4DD (42205) | ꓝ               | anderer Buchstabe, Silbe oder Ideogramm | LISU LETTER TSA            | Lisu-Buchstabe Tsa      |
| U+A4DE (42206) | ꓞ               | anderer Buchstabe, Silbe oder Ideogramm | LISU LETTER TSHA           | Lisu-Buchstabe Tsha     |
| U+A4DF (42207) | ꓟ               | anderer Buchstabe, Silbe oder Ideogramm | LISU LETTER MA             | Lisu-Buchstabe Ma       |
| U+A4E0 (42208) | ꓠ               | anderer Buchstabe, Silbe oder Ideogramm | LISU LETTER NA             | Lisu-Buchstabe Na       |
| U+A4E1 (42209) | ꓡ               | anderer Buchstabe, Silbe oder Ideogramm | LISU LETTER LA             | Lisu-Buchstabe La       |
| U+A4E2 (42210) | ꓢ               | anderer Buchstabe, Silbe oder Ideogramm | LISU LETTER SA             | Lisu-Buchstabe Sa       |
| U+A4E3 (42211) | ꓣ               | anderer Buchstabe, Silbe oder Ideogramm | LISU LETTER ZHA            | Lisu-Buchstabe Zha      |
| U+A4E4 (42212) | ꓤ               | anderer Buchstabe, Silbe oder Ideogramm | LISU LETTER ZA             | Lisu-Buchstabe Za       |
| U+A4E5 (42213) | ꓥ               | anderer Buchstabe, Silbe oder Ideogramm | LISU LETTER NGA            | Lisu-Buchstabe Nga      |
| U+A4E6 (42214) | ꓦ               | anderer Buchstabe, Silbe oder Ideogramm | LISU LETTER HA             | Lisu-Buchstabe Ha       |
| U+A4E7 (42215) | ꓧ               | anderer Buchstabe, Silbe oder Ideogramm | LISU LETTER XA             | Lisu-Buchstabe Xa       |
| U+A4E8 (42216) | ꓨ               | anderer Buchstabe, Silbe oder Ideogramm | LISU LETTER HHA            | Lisu-Buchstabe Hha      |
| U+A4E9 (42217) | ꓩ               | anderer Buchstabe, Silbe oder Ideogramm | LISU LETTER FA             | Lisu-Buchstabe Fa       |
| U+A4EA (42218) | ꓪ               | anderer Buchstabe, Silbe oder Ideogramm | LISU LETTER WA             | Lisu-Buchstabe Wa       |
| U+A4EB (42219) | ꓫ               | anderer Buchstabe, Silbe oder Ideogramm | LISU LETTER SHA            | Lisu-Buchstabe Sha      |
| U+A4EC (42220) | ꓬ               | anderer Buchstabe, Silbe oder Ideogramm | LISU LETTER YA             | Lisu-Buchstabe Ya       |
| U+A4ED (42221) | ꓭ               | anderer Buchstabe, Silbe oder Ideogramm | LISU LETTER GHA            | Lisu-Buchstabe Gha      |
| U+A4EE (42222) | ꓮ               | anderer Buchstabe, Silbe oder Ideogramm | LISU LETTER A              | Lisu-Buchstabe A        |
| U+A4EF (42223) | ꓯ               | anderer Buchstabe, Silbe oder Ideogramm | LISU LETTER AE             | Lisu-Buchstabe Ä        |
| U+A4F0 (42224) | ꓰ               | anderer Buchstabe, Silbe oder Ideogramm | LISU LETTER E              | Lisu-Buchstabe E        |
| U+A4F1 (42225) | ꓱ               | anderer Buchstabe, Silbe oder Ideogramm | LISU LETTER EU             | Lisu-Buchstabe Eu       |
| U+A4F2 (42226) | ꓲ               | anderer Buchstabe, Silbe oder Ideogramm | LISU LETTER I              | Lisu-Buchstabe I        |
| U+A4F3 (42227) | ꓳ               | anderer Buchstabe, Silbe oder Ideogramm | LISU LETTER O              | Lisu-Buchstabe O        |
| U+A4F4 (42228) | ꓴ               | anderer Buchstabe, Silbe oder Ideogramm | LISU LETTER U              | Lisu-Buchstabe U        |
| U+A4F5 (42229) | ꓵ               | anderer Buchstabe, Silbe oder Ideogramm | LISU LETTER UE             | Lisu-Buchstabe Ü        |
| U+A4F6 (42230) | ꓶ               | anderer Buchstabe, Silbe oder Ideogramm | LISU LETTER UH             | Lisu-Buchstabe Uh       |
| U+A4F7 (42231) | ꓷ               | anderer Buchstabe, Silbe oder Ideogramm | LISU LETTER OE             | Lisu-Buchstabe Ö        |
| U+A4F8 (42232) | ꓸ               | modifizierender Buchstabe               | LISU LETTER TONE MYA TI    | Lisu-Tonzeichen Mya Ti  |
| U+A4F9 (42233) | ꓹ               | modifizierender Buchstabe               | LISU LETTER TONE NA PO     | Lisu-Tonzeichen Na Po   |
| U+A4FA (42234) | ꓺ               | modifizierender Buchstabe               | LISU LETTER TONE MYA CYA   | Lisu-Tonzeichen Mya Cya |
| U+A4FB (42235) | ꓻ               | modifizierender Buchstabe               | LISU LETTER TONE MYA BO    | Lisu-Tonzeichen Mya Bo  |
| U+A4FC (42236) | ꓼ               | modifizierender Buchstabe               | LISU LETTER TONE MYA NA    | Lisu-Tonzeichen Mya Na  |
| U+A4FD (42237) | ꓽ               | modifizierender Buchstabe               | LISU LETTER TONE MYA JEU   | Lisu-Tonzeichen Mya Jeu |
| U+A4FE (42238) | ꓾               | andere Interpunktion                    | LISU PUNCTUATION COMMA     | Lisu-Satzzeichen Komma  |
| U+A4FF (42239) | ꓿               | andere Interpunktion                    | LISU PUNCTUATION FULL STOP | Lisu-Satzzeichen Punkt  |